# AE Волопаса
AE Волопаса (лат. AE Boötis) — двойная звезда в созвездии Волопаса на расстоянии приблизительно 2850 световых лет (около 874 парсеков) от Солнца. Видимая звёздная величина звезды — от +10,88m до +10,44m.

## Характеристики
Первый компонент — жёлто-белая пульсирующая переменная звезда типа RR Лиры (RRC)* спектрального класса F2, или A0. Масса — около 2,235 солнечных, радиус — около 3,769 солнечных, светимость — около 31 солнечных. Эффективная температура — около 7207 K.
Второй компонент — красный карлик спектрального класса M. Масса — около 91,05 юпитерианских (0,08692 солнечной). Удалён на 1,955 а.е..